# فينكولين
يوجد الفينكولين في خلايا الثدييّات وهو بروتين هيكلي خلوي يتوضّع في لويحات الالتصاق البؤريّة الّتي تكتنِف ارتباط جزيئات الالتصاق الإنتغرين بأكتين الهيكل الخلوي. تمّ اكتشافه بشكل مستقل بواسطة Benny Geiger  و كيث بوريدج, سلسلته مشابهة بنسبة 20%-30% للكاتينين-α, الذي يقوم بذات الوظيفة. يتغيّر شكل بروتين الفينكولين عند ارتباطه بالتناوب مع التالين أو الأكتينين-α, و كنتيجةٍ تتغيّر خواصه الارتباطيّة. تحدث مورثة الفينكولين كنسخة وحيدة ويبدو أنّها لا تقوم بوظائف أكثر في حال غيابها. يحتاج أيضاً متخالفه الوصلي الميتافينكولين (انظر في الأسفل) إلى الفينكولين ليكون مثنويّاً مُتخالِفاً ويعمل بشكلٍ مستقلّ.
الفينكولين بروتين هيكلي خلوي يُرافِق المَواصِل خلية-خلية وخلية-نسيج خلالي، حيث يُعتقَد أنّ وظيفتَه كأحد البروتينات المتفاعلة المُكتنفة في تثبيت F-أكتين بالغشاء الخلوي. تمّ اكتشاف نسخ وصل متعاقبة متعدّدة لهذه المورثة, لكن لم يتم تحديد الثبوت البيولوجي لبعض الأشكال. يُبدي بروتين الفينكولين البشري تطابق تسلسلي بنسبة أكبر من 95% لبروتين الفينكولين لدى الدجاج.
}}

## البنية
الفينكولين بروتين هيكلي خلوي بوزن 117-كيلو دالتون، يتكوّن من 1066 حمض أميني. يحتوي البروتين على منطقة مِطرافيّة نتروجينيّة حمضيّة ومنطقة مِطرافيّة كربونيّة قاعديّة، يفصل بينهُما قطعة متوسِّطة غنيّة بالبرولين. يتألّف الفينكولين من منطقة رأسيّة كرويّة تحتوي على مواقع الارتباط بالتالين و ال α-أكتينين بالإضافة لموقع فَسفتَة التيروزين, بينما تحتوي منطقة الذّيل على مواقع ارتباط ل F-أكتين والباكسيلين و اللبيدات (غولدمان . 2001). بشكل أساسي، يوجد رأس مِطرافي نتروجيني يحتوي على 835 حمض أميني, مُنقسِم إلى أربعة أجزاء. يُربَط بالرأس المِطرافي الكربوني بواسطة منطقة رابطة.

## التعديل
يُسلِّط الاكتشاف الحديث للبنية ثلاثية الأبعاد الضوء على الكيفية الّتي يعدِّل بها هذا البروتين شكله ليُنجِز وظائف متنوّعة. مثلاً, الفينكولين قادر على تنظيم حركة الخلية عبر تعديل بسيط في شكله من فعّال إلى غير فعّال. عندما يكون بحالته غير الفعّالة، يتم وصف تعديل الفينكولين بأنّه تفاعل بين منطقتي الرأس والذيل. و عندما يتحوّل إلى الشكل الفعّال، كما عندما يثير التالين الارتباط، يتم فصل التفاعل الجزيئي الداخلي بين الرأس والذيل. بكلمات أخرى، عندما ترتبط مواقع ربط التالين في الحلزونات-α بالحزمة الحلزونية في منطقة الرأس من الفينكولين، يتم بدء عمليّة ’تحويل الحزمة الحلزونية‘, التي تؤدّي إلى إعادة تنظيم الحلزونات-α (α1-α-4), منتجةً خمس حزم حلزونية جديدة كليّاً. تمتد هذه الوظيفة أيضاً إلى الخلايا السرطانيّة وتنظيم حركتها وتكاثر السرطان إلى أجزاء أخرى من الجسم.

## الآلية والوظيفة
يحدث انتشار وحركة الخلية بالرغم من عملية ارتباط مستقبلات الإنتغرين على سطح الخلية مع جزيئات الالتصاق في المادة الخلاليّة. يتم ربط الفينكولين بالالتصاق البؤري والمُواصِل المُلتصِقة، وهي معقدّات مُنوّاة بخيوط الأكتين وروابط متصالبة بين الوسط الخارجي و الغشاء البلازمي و هيكل الخلية الأكتيني (Xu. 1998). يتألّف المُعقد في الالتصاقات البؤريّة من بروتينات عديدة مثل الفينكولين و α-أكتين والباكسيلين والتالين، على السطح الخلوي الداخلي للغشاء البلازمي. بوصف أكثر نوعيّة، يرتبط المِطراف الأميني للفينكولين بالتالين، الذي بدوره يرتبط بالإنتغرين-β و يرتبط المِطراف الكربوكسيلي بالأكتين والشحوم الفوسفوريّة و المثنويّات المُتجانِسة المُكوِّنة للباكسيلين. يتم تنظيم ارتباط الفينكولين بالتالين والأكتين بواسطة عديدات الفوسفوإينوزيتيد ويُثبّط بواسطة الشحوم الفوسفوريّة الحمضيّة. ثُمّ يقوم المعقد بتثبيت خيوط الأكتين بالغشاء (Ezzell. 1997). يؤثّر فقدان بروتين الفينكولين على وظائف خلوية متنوعة؛ فيعطّل تشكيل المعقد، ويمنع التصاق الخلية وانتشارها. يتظاهر غياب البروتين بنقص في انتشار الخلايا، مصحوب بانخفاض في تشكُّل ألياف التوتر وتشكُّل التصاقات بؤريّة قليلة وتثبيط امتداد الأرجل الكاذبة الصُفاحِيّة (غولدمان . 2001). تم اكتشاف أنّ الخلايا مَعوزَة الفينكولين تمتلك مخاريط نمو متقدمة ببطء أكثر، بالإضافة إلى أرجل كاذبة خيطيّة وأرجل صُفاحِيّة أقل ثباتاً من النمط المُفرِط. بالاعتماد على البحث، تمّ افتراض أنّ عوز الفينكولين ربما ينقص التصاق الخلية عبر تثبيط تجمّع الالتصاق البؤري ومنع بلمرة الأكتين. من ناحية أخرى، ربما يعيد تعبير الفينكولين المُفرِط الالتصاق والانتشار عبر تعزيز إجلاب البروتينات الهيكلية الخلوية إلى معقد الالتصاق البؤري في موقع ارتباط الإنتغرين(Ezzell .1997). يبدو أنّ مقدرة الفينكولين على التفاعل مع الإنتغرين على الهيكل الخلوي في الالتصاق البؤري تكون حديّة من أجل التحكم بالميكانيكا الهيكلية الخلوية وانتشار الخلية وتشكل الأرجل الكاذبة الصُفاحيّة. إذاً, يبدو أنّ الفينكولين يلعب دور المفتاح في التحكّم الشكلي المُعتمِد على قدرته في تعديل وظيفة وبنية الالتصاق البؤري.

## موقع ارتباط الفينكولين
توجد مواقع ارتباط الفينكولين بشكل سائد في بروتين التالين والجزيئات الشبيهة به، مُمَكِّنَةً الفينكولين من الارتباط بالتالين، ومثبِّتةً المَواصِل النسيجيّة الخلويّة المتواسطة بالإنتغرين. ثُم يَربِط التالين الإنتغرين بأكتين الهيكل الخلوي. التسلسل التوافقي لمواقع ارتباط الفينكولين هو LxxAAxxVAxxVxxLIxxA, مع التكهُّن بأربع حلزونات متقابلة الزُّمر كبنية ثانويّة. تحجُب الثمالات الكارهة للماء التي تُظهِر مواقع ارتباط الفينكولين نفسها وتُدفن في قلب سلسلة من الحزم الحلزونية التي تُكوِّن قضيب التالين.

## مُتخالف الوصل: ميتافينكولين
تُعبِّر العضلات الملساء والعضلات الهيكلية ( و ربما بمدى منخفض في العضلة القلبية) في حالة تمايزها الخلوي الجيد (قلوص) معاً (برفقة الفينكولين) المُتخالِف الوصلي حيث تحمل إكزون فائض في منطقة الترميز 3, بالتالي ترميز شكل مُماثل شكلي أطول ميتافينكولين بوزن جزيئي ~150 كيلو دالتون - و هو بروتين تم اكتشاف وجوده في ثمانينات القرن العشرين. تُؤدّي ترجمة القطعة المُرمَّزة (exon) الفائضة إلى زيادةٍ في الحموض الأمينية بمقدار 68 إلى 79 حمض أميني يتم حجبها بين الحلزونين I و II في منطقة الذيل المطرافي الكربوني. يرتبط اعتلال العضلة القلبية المتوسع الوراثي مجهول السبّب بالطفرات الحادثة في المنطقة المحجوبة. يُقدَّر طول المنطقة المحجوبة في الميتافينكولين ب 68 حمض أميني عند الثدييّات و 79 حمض أميني عند الضفادع. Strasser. تم مقارنة سلاسل الميتافينكولين من الخنزير والرجل والدجاج والضفدع، وتم اكتشاف أنّ المنطقة المحجوبة ذات قسمين: القسم الأوّل مُتغيّر والثاني محفوظ بشدّة. تتوضع كل المماثلات الشكليّة للفينكولين في بُنى الالتصاق العضليّة، مثل اللويحات الكثيفة في العضلات الملساء والأقراص المُقحمة في الخلايا العضليّة القلبيّة وبروتينات كوستامر (costamere)في العضلات الهيكلية. تمتلك منطقة ذيل الميتافينكولين ألفة منخفضة لمنطقة الرأس بالمقارنة مع ذيل الفينكولين. في حالة الميتافينكولين، يتجلى إضعاف عروة الدبوس الكارهة للماء للمطراف الكربوني في منطقة الذيل بواسطة الشحنات السالبة للحموض الأمينية المحجوبة (68 حمض أميني), بالتالي يتطلّب التفعيل الكامل لجزيء الميتافينكولين وجود المماثل الشكلي المُنتظم المُفعَّل بالشحوم الفوسفورية من الفينكولين.

## التداخلات
يبدي الفينكولين تداخلاً مع البروتين المحتوي على منطقة SH3 و الصوربين (SORBS1), و بروتين الكادرين 1 (CDH1)  و بروتين الباكسيلين.

## قراءة إضافيّة
{{PBB_Further_reading 
| citations = 
- Critchley DR (2005). "Cytoskeletal proteins talin and vinculin in integrin-mediated adhesion". Biochem. Soc. Trans. ج. 32 ع. Pt 5: 831–6. DOI:10.1042/BST0320831. PMID:15494027.
- Koteliansky VE, Ogryzko EP, Zhidkova NI؛ وآخرون (1992). "An additional exon in the human vinculin gene specifically encodes meta-vinculin-specific difference peptide. Cross-species comparison reveals variable and conserved motifs in the meta-vinculin insert". Eur. J. Biochem. ج. 204 ع. 2: 767–72. DOI:10.1111/j.1432-1033.1992.tb16692.x. PMID:1339348. {{استشهاد بدورية محكمة}}: Explicit use of et al. in: |مؤلف= (مساعدة)صيانة الاستشهاد: أسماء متعددة: قائمة المؤلفين (link)
- Mulligan LM, Gardner E, Telenius H, Ponder BA (1992). "Complementary physical and genetic techniques map the vinculin (VCL) gene on chromosome 10q". Genomics. ج. 13 ع. 4: 1347–9. DOI:10.1016/0888-7543(92)90066-2. PMID:1505973.{{استشهاد بدورية محكمة}}:  صيانة الاستشهاد: أسماء متعددة: قائمة المؤلفين (link)
- Weller PA, Ogryzko EP, Corben EB؛ وآخرون (1990). "Complete sequence of human vinculin and assignment of the gene to chromosome 10". Proc. Natl. Acad. Sci. U.S.A. ج. 87 ع. 15: 5667–71. DOI:10.1073/pnas.87.15.5667. PMC:54388. PMID:2116004. {{استشهاد بدورية محكمة}}: Explicit use of et al. in: |مؤلف= (مساعدة)صيانة الاستشهاد: أسماء متعددة: قائمة المؤلفين (link)
- Turner CE, Burridge K (1989). "Detection of metavinculin in human platelets using a modified talin overlay assay". Eur. J. Cell Biol. ج. 49 ع. 1: 202–6. PMID:2503380.
- Turner CE, Miller JT (1994). "Primary sequence of paxillin contains putative SH2 and SH3 domain binding motifs and multiple LIM domains: identification of a vinculin and pp125Fak-binding region". J. Cell. Sci. ج. 107 ع. 6: 1583–91. PMID:7525621.
- {{استشهاد بدورية محكمة | مؤلف=Salgia R,

## روابط خارجية
- MBInfo - Vinculin
- http://www.stjude.org/media/0,2561,453_5297_9660,00.html
- http://www.medicalnewstoday.com/medicalnews.php?newsid=5196
- http://www.olympusmicro.com/primer/techniques/fluorescence/gallery/cells/bpae/images/bpaelarge.jpg نسخة محفوظة 27 سبتمبر 2007 على موقع واي باك مشين.
- Vinculin Info with links in the Cell Migration Gateway نسخة محفوظة 11 ديسمبر 2014 على موقع واي باك مشين.

قالب:Cytoskeletal Proteins